# Аргентина на Светском првенству у атлетици у дворани 2018.
Аргентина је учествовала на 17. Светском првенству у атлетици у дворани 2018. одржаном у Бирмингему од 1. до 4. марта тринаести пут. Репрезентацију Аргентине представљао је један атлетичар, који се такмичио у трци на 3.000 метара.,
На овом првенству такмичар Аргентине није освојио ниједну медаљу али је остварио најбољи лични резултат сезоне.

## Учесници
Мушкарци:
- Федерико Бруно — 3.000 м

## Резултати

### Мушкарци
| Атлетичар      | Дисциплина | Лични рекорд | Квалификација | Квалификација | Финале               | Финале       | Детаљи |
| Атлетичар      | Дисциплина | Лични рекорд | Резултат      | Место         | Резултат             | Место        | Детаљи |
| -------------- | ---------- | ------------ | ------------- | ------------- | -------------------- | ------------ | ------ |
| Федерико Бруно | 3.000 м    | 7:55,41      | 7:58,98 ЛРС   | 5. у гр. 2    | Није се квалификовао | 13 / 16 (22) |        |